# ルナソフト
ルナソフト（英: LunaSoft）は、日本のアダルト同人ゲームを制作するブランドおよびサークル。

## 概要
同人サークル「すたじおおぐま」代表、em.をディレクターとし、サークル「constructor」・「あぶらスタジアム」の協力のもと、立ち上げられたブランド。各サークルで制作されていた戦略SLGやRPGのジャンルを継承し、ゲーム要素と性的魅力を兼ね備えた作品作りを目指している。ブランドのマスコットキャラクターは「ルナちゃん」。

## 作品一覧
- 2012年7月13日 - マインドハッカー -お前の心は俺のモノ-
- 2012年12月14日 - 深淵のレコンキスタ
- 2013年9月27日 - 魔法少女リィ -淫魔の試練場-
- 2014年4月11日 - 蒼穹のクレイドル -人形学園調教記-
- 2014年12月26日 - 悪堕ラビリンス ～囚われ魔王と奈落の狂人～
- 2015年11月27日 - ダンジョンズ&ヒロインズ -不思議の迷宮と異界の少女-
- 2017年2月24日 - リターニアの精霊使い -迷宮を征く者-
- 2018年7月28日 - マジック&スラッシュ -見習い冒険者リルのHな大冒険-
- 2020年8月発売予定 - ダンジョンズレギオン -魔王に捧ぐ乙女の肢体-

## 主要スタッフ
- em.

同人サークル「すたじおおぐま」代表。本ブランドのディレクター。
- 井之上コテツ

同人サークル「constructor」代表。